# Forcipomyia dominicana
Forcipomyia dominicana är en tvåvingeart som beskrevs av Meillon och Wirth 1979. Forcipomyia dominicana ingår i släktet Forcipomyia och familjen svidknott.
Artens utbredningsområde är Dominica. Inga underarter finns listade i Catalogue of Life.